# Селенид лития
Селени́д ли́тия (селе́нистый ли́тий, химическая формула — Li2Se) — неорганическая литиевая соль селеноводородной кислоты.
При стандартных условиях, селенид лития — это красно-коричневые гигроскопичные кристаллы

## Физические свойства
Селенид лития образует красно-коричневые гигроскопичные кристаллы кубической сингонии, пространственная группа F m3m, параметры ячейки a = 0,6017 нм, Z = 4.

## Получение
- Взаимодействие селена с растворённым в аммиаке литием:

{\displaystyle {\mathsf {2Li+Se\ {\xrightarrow {-33^{o}C}}\ Li_{2}Se}}}
образующуюся при этом белую аморфную массу отжигают в вакууме при 150°С.